# Il medium
Pour les articles homonymes, voir Médium.
Pour plus de détails, voir Fiche technique et Distribution.
Il medium est un drame fantastique italien réalisé par Silvio Amadio et sorti en 1980.

## Synopsis
Le fils d'un musicien américain, installé à Rome pour son travail, commence à avoir un comportement inquiétant. Le père le fait examiner par un psychiatre, et on fait alors appel à un célèbre médium.

## Fiche technique
- Titre original : La ragazza fuoristrada[1]
- Réalisation : Silvio Amadio
- Scénario : Silvio Amadio, Antonio Cucca, Claudio Fragasso, Rossella Drudi (it)
- Photographie : Maurizio Salvatori
- Montage : Silvio Amadio
- Musique : Roberto Pregadio
- Décors : Elio Micheli
- Société de production : Ars Nova
- Pays de production :  Italie
- Langue originale : italien
- Format : couleur par Telecolor - Son mono - 35 mm
- Genre : drame fantastique
- Durée : 89 minutes
- Dates de sortie : 
  - Italie : 10 mars 1980

## Distribution
- Guido Mannari : Paul Robbins
- Sherry Buchanan : Laura
- Stefano Mastrogirolamo : Alan
- Martine Brochard : Daniela
- Nicoletta Amadio : Anita
- Achille Brugnini : Vanni
- Vincenzo Ferro : Benedetti
- Mirko Ellis : le mari d'Anita
- Andrea Aureli : Berto
- Paolo de Manincor : Bersani
- Loris Zanchi : Professeur Albitzen
- Philippe Leroy : professeur Power

## Production
Il medium est développé en raison de l'intérêt du réalisateur Silvio Amadio pour l'occultisme, qu'il avait appris par l'intermédiaire de son ami Demofilo Fidani. Fidani était un cinéaste qui a surtout travaillé sur des westerns spaghettis à petit budget et qui, dans les années 1980, était devenu plus connu pour son travail dans le domaine de l'ésotérisme, notamment en écrivant des romans sur le sujet. Amadio et Fidani avaient discuté de leur intérêt mutuel pour le sujet depuis les années 1970.
Parmi les scénaristes, Claudio Fragasso a déclaré avoir été approché par le réalisateur en compagnie d'un médium qui lui a confié que « les morts leur avaient dit [qu'il] devait écrire ce scénario ». Fragasso a également déclaré qu'il s'agissait du premier scénario sur lequel il avait travaillé, avant même Pronto ad uccidere. Un scénario de film portant le même titre se trouvait dans les bureaux de la Société italienne des auteurs et éditeurs (SIAE) de Rome et datait du 17 octobre 1975. Le tournage de Il medium a eu lieu bien plus tard, à partir du 7 mai 1979. Parmi les acteurs, Martine Brochard, qui ne se souvient guère du tournage du film, déclare : « Je me souviens seulement que tout semblait très artisanal et que j'avais des rapports très froids avec Amadio. J'ai fait mon truc et "Merci et au revoir" ».

## Style
L'historien et critique de cinéma Roberto Curti affirme que malgré le fait que le film soit souvent étiqueté comme un film d'épouvante, il s'agit d'un drame fantastique mettant en scène des fantômes et des éléments gothiques tels qu'une maison hantée. Curti note que les éléments horribles du film se limitaient à une attaque de chien, un tableau enflammé qui émet des rires et des voix enregistrées de sources inconnues sur une bande audio.